# Battles of Prince of Persia
Battles of Prince of Persia (рус. Битвы Принца Персии) — видеоигра для игровой консоли Nintendo DS, выпущенная компанией Ubisoft 6 декабря 2005 года в Северной Америке и Австралии, и 9 декабря 2005 года в Европе. Эта часть является «мостом» между историями в «The Sands of Time» и «Warrior Within». С течением времени принц становится суровее, жёстче и мрачнее, но он всё ещё не в силах остановить Дахаку.

## Сюжет
После событий в Индии Принц возвращается в Персию. Его начинает обучать его друг — великий персидский генерал Дарриус. Однажды на них нападает огромный чёрный демон. Дарриус отталкивает демона и принимает бой, но погибает.
Принц пытается узнать, что за монстр на него нападает, и едет в великую библиотеку Азада, где есть и книги с Острова времени. Там он выясняет, что на него охотится Дахака — хранитель временного потока. Но Принц ищет, как избавиться от стража времени, и находит упоминание о древнем и могущественным артефакте — Шкатулке тысячи оков, способной запереть что угодно. Он выясняет, что она находится в спорных землях Персии и Индии. Принц уговаривает своего отца атаковать Индию, под предлогом возврата провинции, являющейся родиной матери Принца. Царь Шараман разозлился на дерзость сына и решил проверить его навыки полководца. После прохождения испытания старец Акбар делает Принцу татуировку «Знак царя», которая показывает, что Принц может руководить армией наравне со своим отцом.
Он объявляет войну Индии, нападает на неё и сражается с войском индийского генерала Аруна и побеждает его. После этого он следует по пустынной местности, где встречает безумную женщину, которая бормочет «Шкатулка… Визирь…». Принцу удаётся найти местность, где хранится шкатулка, но её охраняет целая армия дэвов — ужасных демонов, использующих в бою магию. Принц их побеждает и подходит к Шкатулке, но из неё вылезают новые и новые дэвы. Принц вынужден отступить обратно в Вавилон.
Тем временем Шараман уже осаждает Патну — столицу Индии. Обороной руководит сын магараджи — Калим, ему удаётся отбить нападение и оттеснить персов до самой границы. Армия Калима объединяется с остатками армии Аруна и нападают на Вавилон. Им удаётся победить и захватить город, в ходе чего погибает царица Мехри — мать Принца. Персидская армия вынуждена отступить в глубь страны. Когда Принц возвращается в Вавилон под натиском дэвов, Шараман из-за горя от потери жены и злости на сына бросает его в темницу. Он заявляет, что знает, за чем охотится Принц, и говорит, что Шкатулка хранилась в Вавилоне, но была украдена ещё до рождения Принца.
В это время дэвы нападают на столицу Персии, захваченную индийскими войсками. Калиму и Аруну удаётся отбить атаку демонов, но те, вместо продолжения битвы, отправляются в Индию. Индийцам удаётся настигнуть вражескую армию под самой Патной. Индийским принцам снова удаётся победить дэвов. Магараджа рассказывает, что это не демоны, а древний народ магов, который был проклят. А ведёт их его бывший визирь.
Оказывается, что много лет назад Визирь напал с небольшой армией на дворец повелителя дэвов Саурвы и захватил его жену. Визирь потребовал в обмен на неё Шкатулку тысячи оков, хранившуюся в Персии. Саурва вынужден подчиниться и атакует Вавилон. Ему удаётся пробраться в сокровищницу и выкрасть шкатулку. Но Визирь не выполнил своё обещание — и убивает жену царя дэвов. Саурва нападает на Визиря, но в это же время дворец атакуют персы во главе с молодым Шараманом. Происходит битва, в которой Саурва чуть было не убивает Шарамана, но Визирь запирает всех дэвов в шкатулке, которую прячет до лучших времён в пустыне.
Тем временем Принц уговаривает Калима вместе сражаться с дэвами. Тот сначала соглашается, но потом отправляется на битву с врагами без персов и погибает от руки Саурвы. А Принц узнаёт, что женщина, с помощью которой он нашёл шкатулку, является сестрой повелителя дэвов — Синдрой, на которую Визирь наложил заклятие забвения. Теперь она возглавила оставшихся дэвов и хочет помочь Принцу.

## Геймплей
Большая часть действий совершает стилусом на экране, кнопки несут второстепенные действия, такие как включение информации об отряде или режима осмотра местности.
Игра является пошаговой карточной стратегией. Игра делится на битвы, перемежаемые сюжетными вставками. Каждая битва состоит из определённого числа игровых часов, которые, в свою очередь, делятся на ходы. Игровой час оканчивается, когда: либо игрок не может перемещать свои отряды или использовать карты, либо не желает этого делать. Каждый ход игрок либо перемещает отряд, либо использует карту способностей.
Каждая карта характеризуется цифрой и некоторые картинкой на ней. Цифра определяет — число приказов, которые игрок может отдать в течение игрового часа, а картинка определяет действие, которое оказывает карта.
Карты имеют некоторую цену очков, которые надо потрать на неё, чтобы использовать. Карты дают некоторые преимущества, но могут к тому же нести и недостатки, например, давая отряду сделать два хода подряд, но лишая его возможности атаковать при этих ходах, или, повышая у стрелков атаку, но снижая меткость.
Другие карты могут влиять не на войска игрока, а на отряды противника, снижая их показатели.
Карты могут действовать в течение хода, в течение часа, постоянно или, например, до атаки противника на отряд, на который использована карта.
Некоторые карты можно использовать только на определённых картах, например, на невредимых или на конкретных генералах-героях.
В течение хода можно использовать одну карты, в определённое количество. По окончании хода можно сбросить оставшиеся ненужные карты, получив взамен, новые. Некоторые карты могут вернуться после игрового часа, но особо сильные только в следующей битве. После выигрыша игрок получает новые карты, которые может поместить в свои колоды, и перед новой битвой выбрать одну из трёх колод.
Вокруг каждого отряда есть его зона контроля, внутри которой он может свободно перемещаться. Это позволяет строить линию обороны, чтобы защитить военачальника.
Отряд может состоять из различного числа воинов определённого класса либо особого героя — генерала, и отряды, и генералы обладают своими достоинствами и недостатками.
Также у каждого отряда есть ориентация в пространстве, и нападение на противника сзади является более эффективным, чем лобовая атака. В частотности, от этого зависит как успешно отряд контратакует при нападение врага. При атаке одного отряда на другой, на верхнем экране демонстрируется стилизованная сцена сражения.
При очень успешных атаках, когда подвергшийся атаке отряд теряет 9 и больше очков, то он получает дополнительные негативные эффекты, к примеру, пропускает свой ход в этот игровой час и отступает на одно поле назад, а атакующий отряд встаёт на его место. Если отряд не может отступить, например, потому что сзади другой отряд, то получает дополнительно половину полученного ранее урона. Если отряд при атаке потерял сразу половину очков жизни, то солдаты впадают в панику, отступают на несколько клеток по направлению к краю карты, и каждый игровой час проходят проверку на моральность, при провале которой, продолжают бежать к краю карты.
После уничтожения каждого вражеского отряда игрок получает победные очки, для победы в большинстве битв необходимо набрать определённое число победных очков. Но иногда очки и победу приносит исполнение определённых действий, например, удержание ворот от натиска врага определённое число часов.

## Персонажи
Каждая сторона имеет по три военачальника, обладающих своими достоинствами и недостатками. Каждым из них необходимо управлять в определённые этапы игры.
- Персия
  - Принц — молодой престолонаследник. Вынужден искать средство избавиться от Дахаки, из-за чего ввязывает свою страну в войну
  - Шараман — царь Персии
  - Дарий — великий персидский генерал и наставник Принца
- Индия
  - Калим — принц Индии
  - Визирь — министр индийского Магараджи
  - Арун — генерал Индии
- Дэвы
  - Саурва — князь дэвов
  - Синдра — сестра Саурвы. Из-за влюблённости в неё Визирь напал на дэвов
  - Аэсма — военачальник дэвов

## Отзывы
| Сводный рейтинг       | Сводный рейтинг |
| Агрегатор             | Оценка          |
| --------------------- | --------------- |
| GameRankings          | 65,16 %         |
| Metacritic            | 64/100          |
| Иноязычные издания    |                 |
| Издание               | Оценка          |
| Edge                  | 5/10            |
| Eurogamer             | 4/10            |
| Game Informer         | 8,5/10          |
| GameSpy               | [ 6 ]           |
| IGN                   | 5,5/10          |
| Nintendo Power        | 6,5/10          |
| Nintendo World Report | 5,5/10          |
| PALGN                 | 7/10            |
| VideoGamer            | 4/10            |
| NGC Magazine          | 69 %            |

Battles of Prince of Persia получила смешанные отзывы. GameRankings дал 65,16 %, и Metacritic дал 64 из 100.